# Ланчхутский муниципалитет
Ланчхутский муниципалитет (груз. ლანჩხუთის მუნიციპალიტეტი lančxutis municipʼalitʼetʼi) — муниципалитет в Грузии, входящий в состав края Гурия. Находится на юго-западе Грузии, занимая северо-западную часть исторической области Гурия. Административный центр — Ланчхути.

## История
Территория муниципалитета составляла одну из частей Гурийского княжества, в составе которого в 1810 году перешла под протекторат России, а затем, в 1829 году полностью вошла в её состав.
В 1840 году образуется Гурийский уезд с центром в Озургеты в составе Грузино-Имеретинской губернии. В 1846 году эта губерния расформировывается и Гурийский уезд оказывается в Кутаисской губернии. Это положение сохраняется вплоть до 1918 года. В 1918 году Гурия входит в состав Грузинской демократической республики, просуществовавшей до марта 1921 года.
Первое время после образования Грузинской советской республики (позднее ССР Грузия) сохранялся Гурийский уезд, который в 1929 году был разделён на 3 района, в том числе Ланчхутский. С 1930 года Ланчхутский район находился в прямом подчинении Грузинской ССР. В 1951—1953 годах район входил в состав Кутаисской области.
В 1995 году Ланчхутский район включается в состав созданного Гурийского края. В 2006 году Ланчхутский район переименован в Ланчхутский муниципалитет.

## Население
По состоянию на 1 января 2018 года численность населения муниципалитета составила 30 804 жителей, на 1 января 2014 года —  38,6 тыс. жителей.
Согласно переписи 2002 года население района (муниципалитета) составило 40 507 чел.
| Грузины | Русские | Армяне | Азербайджанцы | Осетины | Украинцы | Греки  |
| 98,4 %  | 0,9 %   | 0,4 %  | 0,08 %        | 0,08 %  | 0,07 %   | 0,04 % |

| Грузины       | 31 135 | 98,89 %  |
| Русские       | 157    | 0,50 %   |
| Армяне        | 102    | 0,32 %   |
| Украинцы      | 35     | 0,11 %   |
| Греки         | 12     | 0,04 %   |
| Азербайджанцы | 8      | 0,03 %   |
| Осетины       | 5      | 0,02 %   |
| другие        | 32     | 0,09 %   |
| всего         | 31 486 | 100,00 % |

## Административное деление
Территория муниципалитета разделена на 16 сакребуло: 1 городское и 15 деревенских (soplis).

## Список населённых пунктов
В состав муниципалитета входит 55 населённых пунктов, в том числе 1 город.
- Ланчхути (груз. ლანჩხუთი)
- Арчеули (груз. არჩეული)
- Ахалсопели (груз. ახალსოფელი)
- Ацана (груз. აცანა)
- Баглеби (груз. ბაღლები)
- Гагури (груз. გაგური)
- Гвимбалаури (груз. გვიმბალაური)
- Григолети (груз. გრიგოლეთი)
- Грмагеле (груз. ღრმაღელე)
- Гулиани (груз. გულიანი)
- Джапана (груз. ჯაპანა)
- Джиханджири (груз. ჯიხანჯირი)
- Джихетис-Монастери (груз. ჯიხეთის მონასტერი)
- Джунецери (груз. ჯუნეწერი)
- Джунмере (груз. ჯუნმერე)
- Джуруквети (груз. ჯურუყვეთი)
- Земо-Акети (груз. ზემო აკეთი)
- Земо-Чибати (груз. ზემო ჩიბათი)
- Земо-Шухути (груз. ზემო შუხუთი)
- Кведа-Мамати (груз. ქვედა მამათი)
- Квемо-Акети (груз. ქვემო აკეთი)
- Квемо-Чибати (груз. ქვემო ჩიბათი)
- Квемо-Шухути (груз. ქვემო შუხუთი)
- Квиани (груз. ქვიანი)
- Кела (груз. ყელა)
- Кокати (груз. კოკათი)
- Кончкати (груз. კონჭკათი)
- Малтаква (груз. მალთაყვა)
- Леса (груз. ლესა)
- Мамати (груз. მამათი)
- Мачхварети (груз. მაჩხვარეთი)
- Моедани (груз. მოედანი)
- Нигвзиани (груз. ნიგვზიანი)
- Нигоити (груз. ნიგოითი)
- Ниношвили (груз. ნინოშვილი)
- Омпарети (груз. ომფარეთი)
- Орагве (груз. ორაგვე)
- Ормети (груз. ორმეთი)
- Супса (груз. სუფსა)
- Табанати (груз. ტაბანათი)
- Телмани (груз. ტელმანი)
- Хаджалиа (груз. ხაჯალია)
- Хидмагала (груз. ხიდმაღალა)
- Хорети (груз. ხორეთი)
- Цкалцминда (груз. წყალწმინდა)
- Чала (груз. ჭალა)
- Чанчати (груз. ჭანჭათი)
- Чанчети (груз. ჩანჩეთი)
- Чинати (груз. ჭინათი)
- Чконагора (груз. ჭყონაგორა)
- Чкуни (груз. ჩქუნი)
- Чолабарги (груз. ჩოლაბარგი)
- Чочхати (груз. ჩოჩხათი)
- Шатири (груз. შათირი)
- Шромисубани (груз. შრომისუბანი)
- Эцери (груз. ეწერი)